# Heavy Metal (filme)
Heavy Metal é um filme de animação canadense, lançado em 1981.
O filme é uma antologia de várias histórias de fantasia e ficção científica adaptadas da revista Heavy Metal e também histórias originais. Como a revista, a animação tem uma grande dose de violência gráfica, nudez e sexualidade.
A trilha sonora possui canções de artistas tais como Black Sabbath, Blue Öyster Cult, Cheap Trick,
Devo, Grand Funk Railroad, Journey, Sammy Hagar, Stevie Nicks, entre outros.

## Sinopse
O Loc-Nar é uma esfera fluorescente viva, inteligente e extremamente perversa. Ele aterroriza uma menina ao mesmo tempo em que conta a história de sua influência maligna ao longo do tempo e espaço em diversos mundos onde já esteve.

### Episódios

#### Soft Landing
Equipe
- Jimmy T. Murakami e John Bruno - Diretores
- John Coates - Produtor
- Dan O'Bannon - Escritor
- Thomas Warkentin - Direção de arte

Música
- Radar Rider de Riggs

#### Grimaldi
Elenco
- Percy Rodriguez: voz do the Loc-Nar
- Don Francks: Grimaldi
- Caroline Semple: menina

Equipe
- Harold Whitaker – Diretor
- John Halas – Produtor

#### Harry Canyon
Elenco
- Percy Rodriguez: voz do Loc-Nar
- John Candy: policial
- Marilyn Lightstone: prostituta
- Susan Roman: a garota / satélite
- Richard Romanus: Harry Canyon
- Al Waxman: Rudnick
- Harvey Atkin: alienígena

Equipe
- Pino Van Lamsweerde – Diretor
- W.H. Stevens Jr. – Produtor
- Vic Atkinson - Produtor
- Daniel Goldberg – Escritor
- Len Blum – Escritor

Música
- "Veteran of the Psychic Wars" de Blue Öyster Cult
- "True Companion" de Donald Fagen
- "Heartbeat" de Riggs
- "Blue Lamp" de Stevie Nicks
- "Open Arms" de Journey

#### Den
Elenco
- Percy Rodriguez: voz do Loc-Nar
- John Candy: Den
- Jackie Burroughs: Katherine
- Martin Lavut: Ard
- Marilyn Lightstone: Rainha
- August Schellenberg: Norl

Equipe
- Jack Stokes – Diretor
- Jerry Hibbert – Produtor
- Richard Corben – Escritor

#### Capitão Sternn
Elenco
- Percy Rodriguez: voz do Loc-Nar
- Rodger Bumpass: Hanover Fiste
- Joe Flaherty: advogado
- Eugene Levy: Capitão Lincoln F. Sternn
- John Vernon: Promotor
- Douglas Kenney: Regolian

Equipe
- Julian Harris – Diretor
- Paul Sebella – Diretor
- Bernie Wrightson – Escritor

Música
- "Reach Out" de Cheap Trick

#### B-17
Elenco
- Percy Rodriguez: voz do Loc-Nar
- Don Francks: Co-Piloto Holden
- Zal Yanovsky: Navegador
- George Touliatos: Piloto Skip

Equipe
- Barrie Nelson – Diretor
- W.H. Stevens Jr. – Produtor
- Dan O'Bannon – Escritor

Música
- "Heavy Metal (Takin' a Ride)" de Don Felder

#### Tão Bonito e Tão Perigoso
Elenco
- Percy Rodriguez: voz do Loc-Nar
- Rodger Bumpass: Dr. Anrak
- John Candy: Robô
- Joe Flaherty: General
- Eugene Levy: Repórter / Edsel
- Alice Playten: Gloria
- Harold Ramis: Zeke
- Patty Dworkin: Repórter
- Warren Munson: Senador

Equipe
- John Halas – Diretor
- Angus McKie – Escritor

Música
- "Queen Bee" de Grand Funk Railroad
- "I Must Be Dreamin'" de Cheap Trick
- "Crazy? (A Suitable Case for Treatment)" de Nazareth
- "All of You" de Don Felder
- "Heavy Metal" de Sammy Hagar
- "Prefabricated" de Trust

#### Taarna
História original de Daniel Goldberg e Len Blum inspirada pela série Arzach de Moebius.
Elenco
- Percy Rodriguez: voz do Loc-Nar
- Don Francks: Bárbaro
- August Schellenberg: Taarak
- Zal Yanovsky: Bárbaro
- George Touliatos: Bárbaro
- Vlasta Vrána: Líder Bárbaro
- Mavor Moore: ancião
- Thor Bishopric: menino
- Len Doncheff: Bárbaro
- Cedric Smith: Bartender
- Joseph Golland: Conselheiro
- Charles Joliffe: Conselheiro
- Ned Conlon: Conselheiro

Música
- "The Mob Rules" de Black Sabbath
- "Through Being Cool" de Devo
- "Working in the Coal Mine" de Devo
- "E5150" de Black Sabbath
- "Vengeance (The Pact)" de Blue Öyster Cult

#### Epílogo
Elenco
- Percy Rodriguez: voz do Loc-Nar

## Prêmios e indicações

### Prêmios
Genie Awards
- Melhor edição de som: 1982
- Melhor som: 1982
- Prêmio Golden Reel: 1982

### Indicações
Saturn Awards
- Melhor filme de ficção-científica: 1982